# Pegasus Field

i7
i11
i13
Pegasus Field (ICAO: NZPG) auf dem Ross-Schelfeis war der südlichste der Flugplätze der sieben Seemeilen nördlich gelegenen McMurdo-Station in der Antarktis. Die rund 3050 Meter lange und 45 Meter breite Start- und Landebahn lag auf 5 Metern Meereshöhe in einem Blaueisgebiet, bestand aus Eis und konnte ganzjährig von Flugzeugen mit Fahrwerken genutzt werden. Bei den anderen beiden Flugplätzen handelt es sich um Williams Field (ICAO: NZWD), dessen Schnee-Start- und Landebahn nur mit Kufen ausgerüstete Flugzeuge anfliegen können, sowie Ice Runway (ICAO: NZIR) auf dem vorgelagerten Meereis, das nur während des antarktischen Sommers verfügbar ist. 
Der Flugplatz ist nach Pegasus benannt, einer dort heute noch im Schnee sichtbaren C-121 Lockheed Constellation, die am 8. Oktober 1970 bei schlechtem Wetter verunglückte. Dabei kam niemand an Bord zu Schaden.
Am 11. September 2008 landete die Besatzung einer United States Air Force C-17 Globemaster III erfolgreich mit Nachtsichtgeräten auf Pegasus Field. Zuvor war der Luftverkehr in der permanenten Dunkelheit des antarktischen Winters auf Notfälle beschränkt gewesen, wobei brennende Treibstofffässer als Anflugbefeuerung verwendet worden waren.
Pegasus Field wurde im Dezember 2016 aufgrund der abnehmenden Qualität des Eises geschlossen und durch das Phoenix Airfield, welches aus verdichtetem Schnee besteht, ersetzt.